# Pharaphodius medius
Pharaphodius medius är en skalbaggsart som beskrevs av Schmidt 1920. Pharaphodius medius ingår i släktet Pharaphodius och familjen Aphodiidae. Inga underarter finns listade i Catalogue of Life.